# Municipio de Empire (Dakota del Norte)
El municipio de Empire (en inglés: Empire Township) es un municipio ubicado en el condado de Cass en el estado estadounidense de Dakota del Norte. En el año 2010 tenía una población de 114 habitantes y una densidad poblacional de 1,22 personas por km².

## Geografía
El municipio de Empire se encuentra ubicado en las coordenadas 47°0′51″N 97°22′40″O / 47.01417, -97.37778. Según la Oficina del Censo de los Estados Unidos, el municipio tiene una superficie total de 93.09 km², de la cual 93,05 km² corresponden a tierra firme y (0,04 %) 0,04 km² es agua.

## Demografía
Según el censo de 2010, había 114 personas residiendo en el municipio de Empire. La densidad de población era de 1,22 hab./km². De los 114 habitantes, el municipio de Empire estaba compuesto por el 92,98 % blancos, el 4,39 % eran amerindios y el 2,63 % eran de una mezcla de razas. Del total de la población el 1,75 % eran hispanos o latinos de cualquier raza.